# 阮登炳
阮登炳（?—?），小名仪孙，字显之，号石坡、菊存居士，福州宁德县五都漳湾（今宁德市）人，南宋政治人物。

## 生平
宋度宗咸淳元年（1265年）乙丑科状元，授绍兴府签判，因为批评贾似道度田，被贬至云台观。官位终于吏部侍郎。